# Кикрина
Кикри́на (болг. Къкрина) — село в Ловецькій області Болгарії. Входить до складу общини Ловеч.

## Населення
За даними перепису населення 2011 року у селі проживали 277 осіб.
Національний склад населення села:
| Національність   | Кількість осіб | Відсоток |
| ---------------- | -------------- | -------- |
| болгари          | 240            | 93,4%    |
| турки            | 16             | 6,2%     |
| цигани           | 0              | 0%       |
| Всього відповіли | 257            |          |

Розподіл населення за віком у 2011 році:
Динаміка населення: